# Sonja Lindgren
Sonja Lindgren (-Källström), född 15 december 1936 i Södra Öhn i Ströms församling i norra Jämtland, död där 17 juli 2011, var en svensk sångerska och skådespelare.

## Biografi
Sonja Lindgren sjöng under många år med olika dansorkestrar i Jämtland och under senare år var hon främst verksam som vissångerska med egna och andras visor. Hon blev särskilt känd för sina tolkningar av Dan Anderssons visor. Sonja Lindgren blev rikskänd när hon medverkade i Vilgot Sjömans filmer Syskonbädd 1782 (1966) och Jag är nyfiken – blå (1968). I början av 1970-talet fick hon en av huvudrollerna i den populära TV-serien Nybyggarland med handlingen förlagd bland nybyggare i den norrländska fjällvärlden under 1800-talet. 1980 medverkade hon i Jonas Simas långfilm Barna från Blåsjöfjället. Hon medverkade även i flera TV-program, bland annat i Café Sundsvall, Café Luleå  och Sommarkväll.
Sonja Lindgren tilldelades Strömsunds kommuns kulturstipendium år 1980.
Sonja Lindgren var sedan 1971 gift med rallyföraren Harry "Sputnik" Källström.

## Filmografi
- 1966 – Syskonbädd 1782
- 1968 – Jag är nyfiken – blå
- 1972 – Nybyggarland (TV-serie)
- 1980 – Barna från Blåsjöfjället

## Diskografi
Album
- 1983 – Flickan från forsen
- 1993 – Barndomshemmet

Singlar
- 1972 – Min vildmarks sång (B-sida "Till mitt drömland")